# 生物農藥

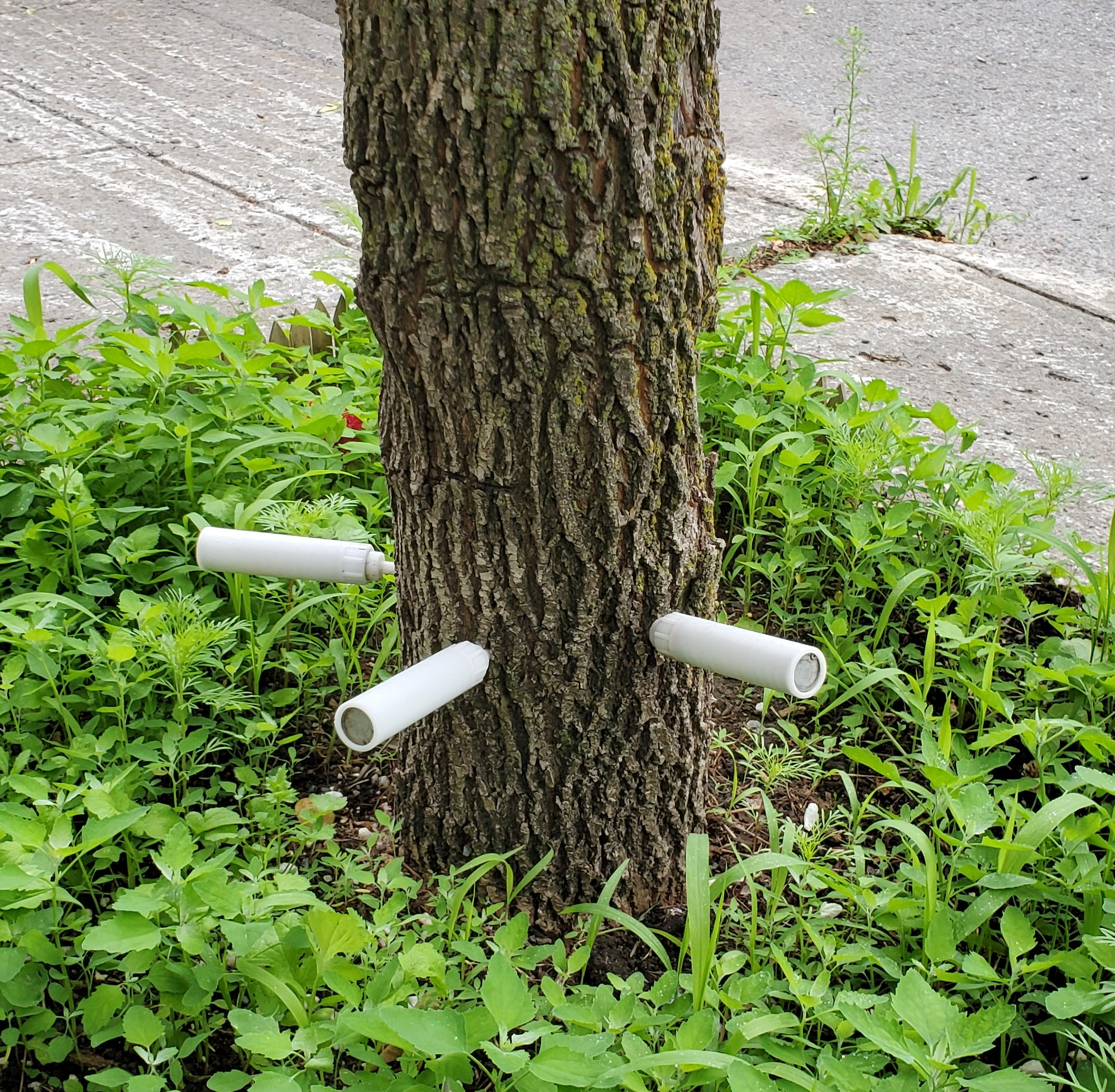
对一棵白蜡树进行生物农药TreeAzin的处理

生物農藥，又稱天然農藥，係指非化學合成，來自天然的化學物質或生命體，而具有農藥的作用。生物農藥包括蟲生病原性線蟲、細菌和病毒等微生物，植物衍生物和昆蟲費洛蒙等。生物農藥在有機農業使用的病虫害整合管理系統 (IPM)中扮演重要的角色。
生物農藥的發展有以下幾個原因：農藥造成的環境污染，其目標族群逐漸養成的抗藥性，以及農藥對於非目標族群的負面影響。過去三十年來，化學家，生化學家，毒理學家，以及IPM專家一起研究從植物衍生的新一代化合物，具有管理害蟲的效力和最低程度的環境不良影響。
第一代的生物農藥包含尼古丁，生物鹼，魚藤酮類，除蟲菊類和一些植物油等，在人類歷史上已有相當的使用時間。在1690年，煙草的水溶性成份就用於對抗穀類的害蟲。除蟲菊也是常見的蚊香的主要成份。
生物農藥的市場佔有率仍然相當有限，在1995年，生物農藥佔世界農藥總銷售量的1.3%。許多因素限制了生物農藥的成長：生物農藥通常不具廣效性，和化學農藥相比效果較為緩慢，有效期限較短而成本較高。然而，相對於化學農藥在許多國家的市場需求停滯不前或減退，生物農藥具有良好的發展前景。在未來數年內，化學農藥的預估市場成長率約為2%，生物農藥則為10-15%。日益成長的有機農業，使得生物農藥的需求逐漸上揚。另一方面，生物農藥也應該像化學農藥一樣，接受其對健康，食物，生態系統和環境安全的審慎評估。
如同農藥，生物農藥亦可按照使用對象來分類：
- 生物殺真菌劑
- 生物殺蟲劑
- 生物除草劑

目前生物農藥的發展，以生物殺蟲劑為大宗。